# 熊川 (福島県)
熊川（くまがわ）は、福島県双葉郡大熊町を流れる河川であり、二級水系熊川水系の本流である。

## 地理
田村市境にほど近い大熊町西端部の野上地区の山中を水源地とし、支流を集めながら町内中南部を横断し熊川地区にて太平洋に至る。支流の大川原川が南隣の富岡町境をなす箇所があり、水系の流域には富岡町の一部も含む。

### 流域の自治体
福島県
- 双葉郡
  - 大熊町

## 主な支流
下流より記載
- 境川
- 大川原川
- 萬右エ門沢川

## 河川施設
- 坂下ダム（大川原川）
- 小塚ダム（支流）

## 災害
- 2011年3月11日、東日本大震災による津波が河川を遡上し流域に甚大な被害をもたらした。

## 主な橋梁
下流より記載
- 三熊橋（福島県道251号小良ヶ浜野上線）
- 遍照寺橋（大熊町道）
- 熊川橋（大熊町道）
- 熊川橋（国道6号）
- 滑津橋（大熊町道）
- 熊川橋梁（JR常磐線）
- 中の内橋（大熊町道）
- （大熊町道）
- 清水橋（福島県道166号大野停車場大川原線）
- 熊川橋（常磐自動車道）
- 野上橋（福島県道35号いわき浪江線）
- 大沢橋（大熊町道）
- （大熊町道）
- 姥神橋（国道288号）
- 湯ノ神橋（国道288号）
- 安心橋（国道288号）
- 紅葉橋（国道288号）
- 楓沢橋（国道288号）
- 旭ヶ丘橋（国道288号）
- （大熊町道）